# Lutzomyia wellcomei
Espèce
Lutzomyia wellcomei est une espèce de diptères nématocères de la famille des Psychodidae présente au Brésil et principal vecteur de Leishmania braziliensis.

## Historique
En 1968, l'entreprise Meridional Mining Company, occupée sur une exploitation minière voit ses activités perturbées par une maladie touchant un nombre croissant de ses ouvriers. Chargés de construire une route dans la forêt primaire de Serra dos Carajás, les hommes sont atteints de Leishmaniose. L'agent vecteur sera identifié au bout de quelques jours par l'Instituto Evandro Chagas. Il est décrit en 1971 comme Lutzomyia (Psychodopygus) wellcomei par Frahia et coll..
En 1973, lors d'une opération de captures au cours de laquelle 23 espèces de phlébotomes différentes sont capturées, Lutzomyia wellcomei est identifiée comme l'espèce se nourrissant sur les humains par piqûre. Elles se révèlent être le vecteur de Leishmania braziliensis.

## Description
Ces phlébotomes ne peuvent voler que sur un à deux mètres de hauteur. De ce fait, leurs réservoirs silvatiques naturels sont des animaux terrestres, comme des rongeurs et des marsupiaux.
Les femelles de l'espèce L. wellcomei ont la même morphologie que les femelles de l'espèce L. complexa, rendant leur distinction impossible. Les mâles de ces deux espèces peuvent être différenciés par la structure des organes génitaux externes.

## Habitat
Les Lutzomyia wellcomei sont des diptères anthropophiles vivant surtout dans la forêt amazonienne. L'espèce a aussi été identifiée dans la forêt de la Serra de Baturité et la forêt tropicale atlantique de l'État de Pernambuco. Les L. wellcomei sont plus souvent présentes à une altitude supérieure à 700 m tandis que l'espèce L. complexus est plus présente aux altitudes inférieures.
Ces diptères sont présents surtout durant la période des pluies entre mars et août avec un pic en juillet.

## Vecteur de maladie
Les phlébotomes de cette espèces se nourrissent de sang de mammifères dont les humains à qui ils transmettent la leishmaniose due à Leishmania braziliensis. Les L. wellcomei piquent leurs cibles de manière nocturne principalement mais aussi de manière diurne contrairement à Lutzomyia (Psychodopygus) complexa dont les habitudes de piqûres sont nocturnes.

## Taxonomie
Son statut taxonomique est incertain, selon la GBIF, le nom valide complet (avec auteur) de ce taxon est Psychodopygus wellcomei Fraiha, Shaw & Lainson, 1971. Par contre, selon la base EOL, le nom valide complet de ce taxon est Lutzomyia wellcomei Fraiha, Shaw & Lainson, 1971.

### Synonymie
Lutzomyia wellcomei a pour synonymes :
- Psychodopygus wellcomei Frahia et al., 1971

### Étymologie
Lutzomyia (Psychodopygus) wellcomei a été nommé en l'honneur de Sir Henry Wellcome, fondateur du Wellcome Trust de Londres, qui a financé le programme de l'Institut sur la leishmaniose pendant près de quarante ans.

### Lutzomyia wellcomei
- (en)  Myers, P. et al., Animal Diversity Web : wellcomei/ Lutzomyia wellcomei, 2023 (consulté le 30 octobre 2023)
- (en) BioLib : Lutzomyia wellcomei Fraiha, Shaw & Lainson, 1971 (consulté le 30 octobre 2023)
- (fr + en) EOL : Lutzomyia (Psychodopygus) wellcomei (Fraiha, Shaw & Lainson 1971) (consulté le 30 octobre 2023)

### Psychodopygus wellcomei
- (en) BioLib : Psychodopygus wellcomei Fraiha, Shaw & Lainson, 1971 (consulté le 30 octobre 2023)
- (en) Catalogue of Life : Psychodopygus wellcomei Fraiha, Shaw & Lainson, 1971 (consulté le 30 octobre 2023)
- (fr + en) EOL : Psychodopygus wellcomei (consulté le 30 octobre 2023)
- (fr + en) GBIF : Psychodopygus wellcomei Fraiha, Shaw & Lainson, 1971 (consulté le 30 octobre 2023)
- (en) NCBI : Psychodopygus wellcomei (taxons inclus) (consulté le 30 octobre 2023)